# Evaporación en vacío

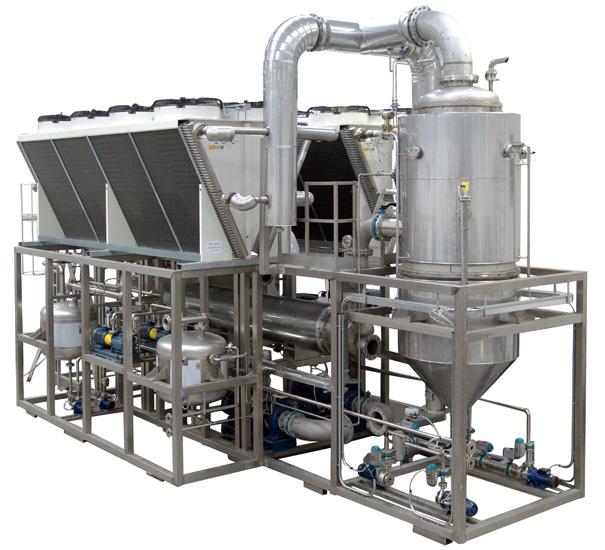
Planta de evaporación en vacío usada en la industria alimenticia.

Se utiliza el término evaporación en vacío para referirse a dos tipos distintos de procesos.
Uno de ellos es un proceso utilizado para reducir el contenido de agua o algún otro solvente de una solución, deshidratándola. Este proceso es muy utilizado en la industria alimenticia, especialmente para obtener productos que puedan ser almacenados por períodos prolongados.
El otro proceso es utilizado para depositar delgadas películas de materiales sobre superficies, generando recubrimientos con propiedades específicas como por ejemplo en la producción de materiales semiconductores o circuitos integrados.

## Evaporación en vacío en la industria de alimentos
La evaporación en vacío, en la industria de alimentos es un proceso en el que la presión a la que se encuentra un recipiente conteniendo un líquido es reducida a un valor inferior al valor de la presión de vapor del líquido de forma tal que el líquido se evapora a una temperatura que es inferior a la temperatura de ebullición normal (una atmósfera o presión a nivel el mar). Aunque el proceso puede utilizarse con todo tipo de líquido a cualquier presión de vapor, por lo general es utilizado para referirse a la ebullición de agua al reducir la presión dentro del recipiente por debajo de la presión atmosférica con lo cual el agua ebulle a temperatura ambiente.
Si el proceso se utiliza con alimentos y se evapora y extrae el agua, los alimentos pueden ser almacenados durante períodos prolongados sin sufrir procesos de descomposición.
El proceso también se utiliza cuando la ebullición de una substancia a temperatura ambiente resulta en un cambio químico o de la consistencia de un producto, tal como por ejemplo la coagulación de la clara de huevo al intentar deshidratar la albúmina y convertirla en polvo.
Este proceso fue inventado por Henri Nestlé en 1866, de la empresa Nestlé aunque los Shakers ya estaban utilizando con anterioridad un dispositivo de vacío (véase leche condensada).
Este proceso es utilizado en forma industrial para preparar productos tales como leche evaporada para leche chocolatada, y pasta de tomate para fabricar ketchup.
En la industria azucarera, la evaporación en vacío se utiliza en la cristalización de soluciones con sacarosa. Tradicionalmente, este proceso se realizaba por lotes, pero hoy en día se encuentran disponibles recipientes de vacío continuos.

## Evaporación en vacío de materiales
El término evaporación en vacío es también una forma de deposición física de vapor que se utiliza en las industrias de semiconductores, microelectrónica, y óptica y en estos contextos se refiere a un proceso de deposición de películas delgadas de material sobre superficies. La técnica consiste en llevar la presión dentro de la cámara de vacío a valores inferiores a {\displaystyle 10^{-5}} torr y calentar el material que se desea evaporar para producir un flujo de vapor que se deposite en la superficie del sustrato a tratar. El material a ser vaporizado es por lo general calentado hasta el punto en que su presión de vapor es lo suficientemente elevada como para producir un flujo de varios ángstroms por segundo utilizando un calentador eléctrico resistivo o mediante el bombardeo mediante un haz de alto voltaje